# Jastków (Lublin)
Jastków is een dorp in het Poolse woiwodschap Lublin, in het district Lubelski. De plaats maakt deel uit van de gemeente Jastków en telt 700 inwoners.